# .um
.um је највиши Интернет домен државних кодова (ccTLD) за Америчка Мала Острва. Администриран је од стране United States Minor Outlying Islands Registry. Првобитно, регистранти су могли да региструју само домене на трећем или вишем нивоу, али априла 2002. године, другостепени домени су постали доступни.
Међутим, у октобру 2005. године, преко Гугл претраге испоставља се да нису функционални ни регистарски сајт, нити било који други .um сајт. Стога, изгледа да цео .um домен није оперативан у овом тренутку. С обзиром да су острва које домен представља тренутно ненастањена, овај домен се слабо употребљава.